# موسى أوديون ديكسون
موسى أوديون ديكسون (مواليد 10 يونيو 1973) هو ملاكم نيجيري، مثّل بلاده في الألعاب الأولمبية الصيفية 1992.

## روابط خارجية
موسى أوديون ديكسون على موقع أوليمبيديا (الإنجليزية)